# Anphira guianensis
Anphira guianensis är en kräftdjursart som beskrevs av Vernon E. Thatcher 2002. Anphira guianensis ingår i släktet Anphira och familjen Cymothoidae. Inga underarter finns listade i Catalogue of Life.